# Vincenzo Barsio
Vincenzo Barsio (Marsio) (Mantova, 1490 – 1529) è stato un poeta, teologo e filosofo italiano.

## Biografia
Noto anche come Vincenzo Mantovano, frequentò le corti del marchese Federico II Gonzaga e di sua madre Isabella d'Este, alla quale pare avesse dedicato il poemetto Silvia, e la corte del marchese di Castel Goffredo Aloisio Gonzaga, al quale dedicò il poema latino Alba. Entrato nell'ordine dei Carmelitani, studiò teologia a Bologna assieme al poeta mantovano Battista Spagnoli.

## Opere
- Silvia, poemetto in tre libri, pubblicato nel 1519;
- Pamphilus;
- Alba, del 1518, dedicato al marchese Aloisio Gonzaga, signore di Castel Goffredo;
- Labyrintus, dedicato a Federico II Gonzaga.